# Nina Andrejewna Lasarewa
Nina Andrejewna Lasarewa (russisch Нина Андреевна Лазарева; * 31. Dezember 1984 in Nowosibirsk, Russische SFSR, Sowjetunion) ist eine russische Rhythmische Sportgymnastin.
Lasarewa gewann die Goldmedaille bei den Weltmeisterschaften 2002 in New Orleans zusammen mit Olesja Belugina, Xenia Dschalaganija, Natalja Lawrowa, Jelena Mursina und Maria Stolbowa.
Bei den Weltmeisterschaften 2001 gewann sie die Silbermedaille. 1999 war Lasarewa Europameisterin bei den Juniorinnen.
Nach ihrer Karriere als Sportlerin arbeitet Lasarewa als Trainerin in Nischni Nowgorod.

## Auszeichnungen
- 2002:  Verdienter Meister des Sports Russlands[6]